# Passagem de Drake

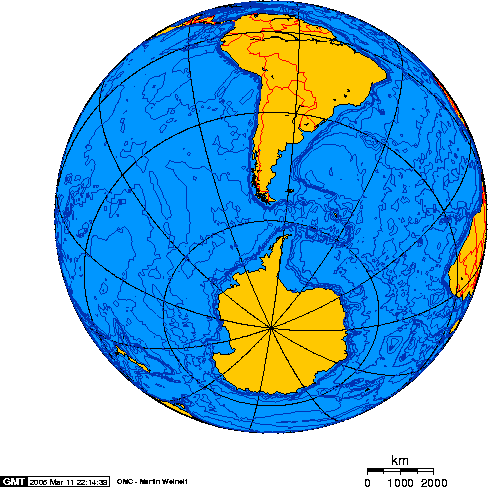
Projeção mostrando a passagem de Drake

A passagem de Drake, chamada por algumas referências mais antigas de estreito de Drake, conhecido como Mar de Hoces en paises íbero/hispanos, é a parte do oceano Antártico situada entre a extremidade sul da América do Sul e a Antártica. É uma das zonas que conhecem as piores condições meteorológicas marítimas do mundo. A passagem deve seu nome ao explorador britânico do século XVI, Francis Drake, apesar de ele, ironicamente, jamais ter passado por essa rota, optando pelas águas menos turbulentas do estreito de Magalhães. 

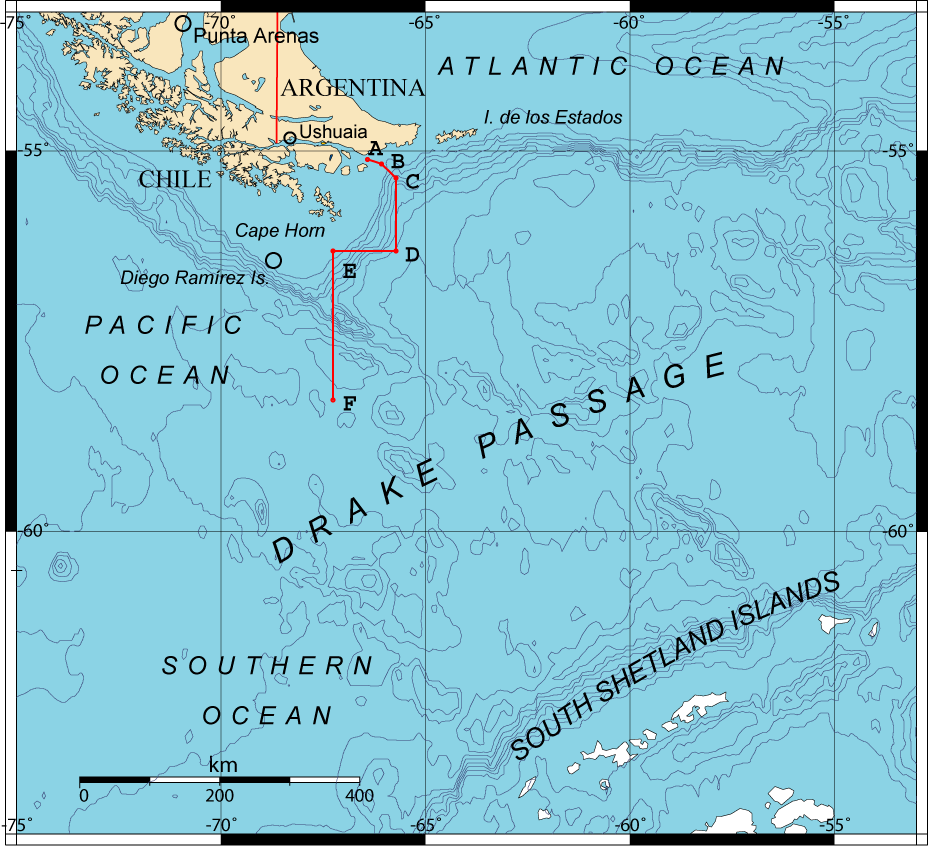

A primeira menção da passagem de um navio pela Passagem de Drake foi a do navio Eendracht do capitão Willem Schouten, em 1616.

A passagem, cuja largura é de cerca de 650 km, constitui a distância mais curta entre a Antártica e as outras terras do mundo. Considera-se às vezes que este local, situado no oceano Atlântico e a alguns km da fronteira com o Pacífico, seja a distância marítima mais curta entre o cabo Horn e Snow Island (a 260 km ao norte da parte continental da Antártica). Antigamente, a fronteira era situada sobre o meridiano que passa no cabo Horn. As duas fronteiras situam-se inteiramente na passagem de Drake.

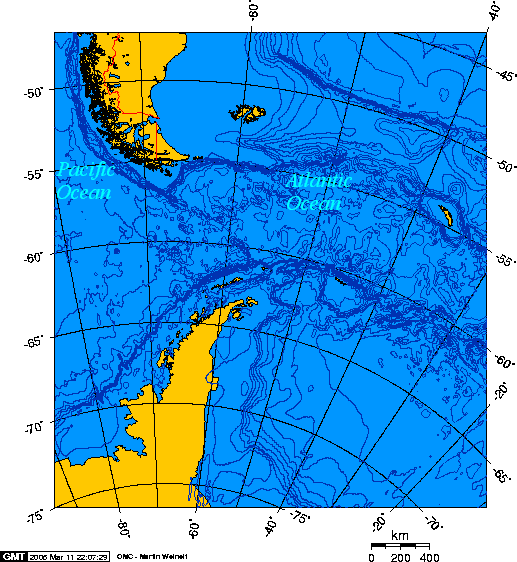
A passagem de Drake entre a América do Sul e a Antártica

A passagem de Drake comporta somente as pequenas ilhas Diego Ramirez como terra, situadas a cerca de 50 km ao sul do cabo Horn. Não existem outras terras na mesma latitude que a da passagem de Drake, o que permite à corrente que dá a volta na Antártica circular livremente (seu fluxo é de cerca de 600 vezes o do rio Amazonas).

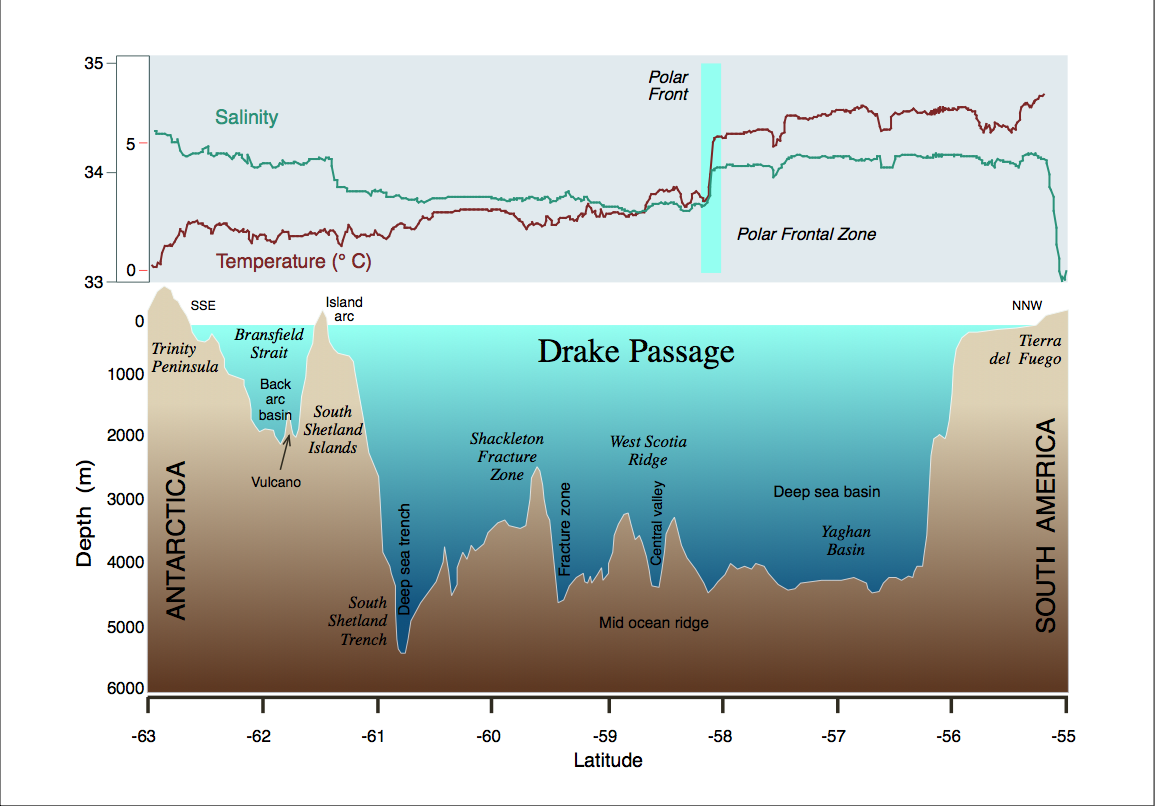

A fauna da passagem de Drake é constituída principalmente de baleias, golfinhos e de numerosas aves marinhas.